# Kazaginac
Kazaginac är ett samhälle i Bosnien och Hercegovina.   Det ligger i entiteten Federationen Bosnien och Hercegovina, i den sydvästra delen av landet, 110 km väster om huvudstaden Sarajevo. Kazaginac ligger 763 meter över havet och antalet invånare är 319.
Terrängen runt Kazaginac är varierad, och sluttar söderut.Närmaste större samhälle är Podhum, 12,5 km norr om Kazaginac. 
Omgivningarna runt Kazaginac är en mosaik av jordbruksmark och naturlig växtlighet. Runt Kazaginac är det ganska tätbefolkat, med 78 invånare per kvadratkilometer.